# Tatiele de Carvalho
Tatiele Roberta de Carvalho (Poços de Caldas, 22 de novembro de 1989) é uma fundista brasileira.

## Conquistas
- 2015 - Campeã (5.000m e 10.000m) do Troféu Brasil
- 2014 - Medalhas de prata (5.000m) e bronze (10.000m) nos Jogos Sul-americanos de Santiago
- 2012 - Campeã (cross-country de 8 km) sul-americana
- 2011 - Vice-campeã sul-americana (5.000m)

Campeã do Troféu Brasil (1.500m)